# 酢漿草科
酢漿草科 （页面存档备份，存于），多汁草本、灌木或小喬木。

## 特征
單葉、三出複葉或羽狀複葉，具托葉；小葉呈倒心形、長橢圓或扁三角形。兩性花，單生或成繖形狀聚繖花序；萼片5；花瓣5，白、黃、淡黃或粉紫紅色；雄蕊10-15；子房5室。蒴果。

## 分类
本科属于蔷薇类植物酢浆草目，包括五个属，即杨桃属（Averrhoa）5个物种、感应草属（Biophytum）约83个物种、达潘妮属（Dapania）3个物种、肉鞘花属（Sarcotheca）1个物种，而最大的模式属——酢漿草屬（Oxalis）拥有超过280个物种。
杨桃属包括了常见的杨桃（Averrhoa carambola）及三敛（Averrhoa bilimbi）等乔木型果树。
感应草属又名羞禮花屬，有点类似含羞草屬，特徵是羽狀複葉，簇生莖頂。
酢漿草屬，廣東人俗稱“酸微草”或“酸味草”，單葉，3深裂，基生或生於莖節上。台灣產酢漿草屬植物有3種及一亞種的變種：
- Oxalis corniculata 酢漿草—植物體明顯具蔓性莖；葉明顯莖生；花黃色。這就是台灣中南部最常見的黃花酢漿草，三出複葉呈倒心形，偶可見四出葉，被視為幸運草。果莢成熟後，會彈出棕色種子。
- Oxalis corymbosa 紫花酢漿草—地下部分具多數鱗莖；花粉紅至淡紫紅。葉片比黃花酢漿草大，葉柄有細毛，花也比較大，但在台灣一般不會結果莢，而是靠地下鱗莖出芽繁殖。
- Oxalis acetocella—地下部分為短莖或無莖，不具球莖；花白或略帶淡紫色條紋。
  - Oxalis acetocella taimoni大霸尖山酢漿草—小葉倒心形或倒卵形。
  - Oxalis acetocella griffithii var. formosana台灣山酢漿草—小葉扁倒三角形。

其他還有園藝觀赏用的外來品種，如三角紫葉酢漿草（Oxalis regnellii atropurpurea）。酢浆草的颜色，一般分为红花酢浆，黄花酢浆，白花酢浆，以及紫花酢浆。它们对环境要求不高，也因此时常成为侵略地表植被的杀手。黃花酢漿草和紫花酢漿草可以食用有酸味其餘則不可食用

## 大众文化

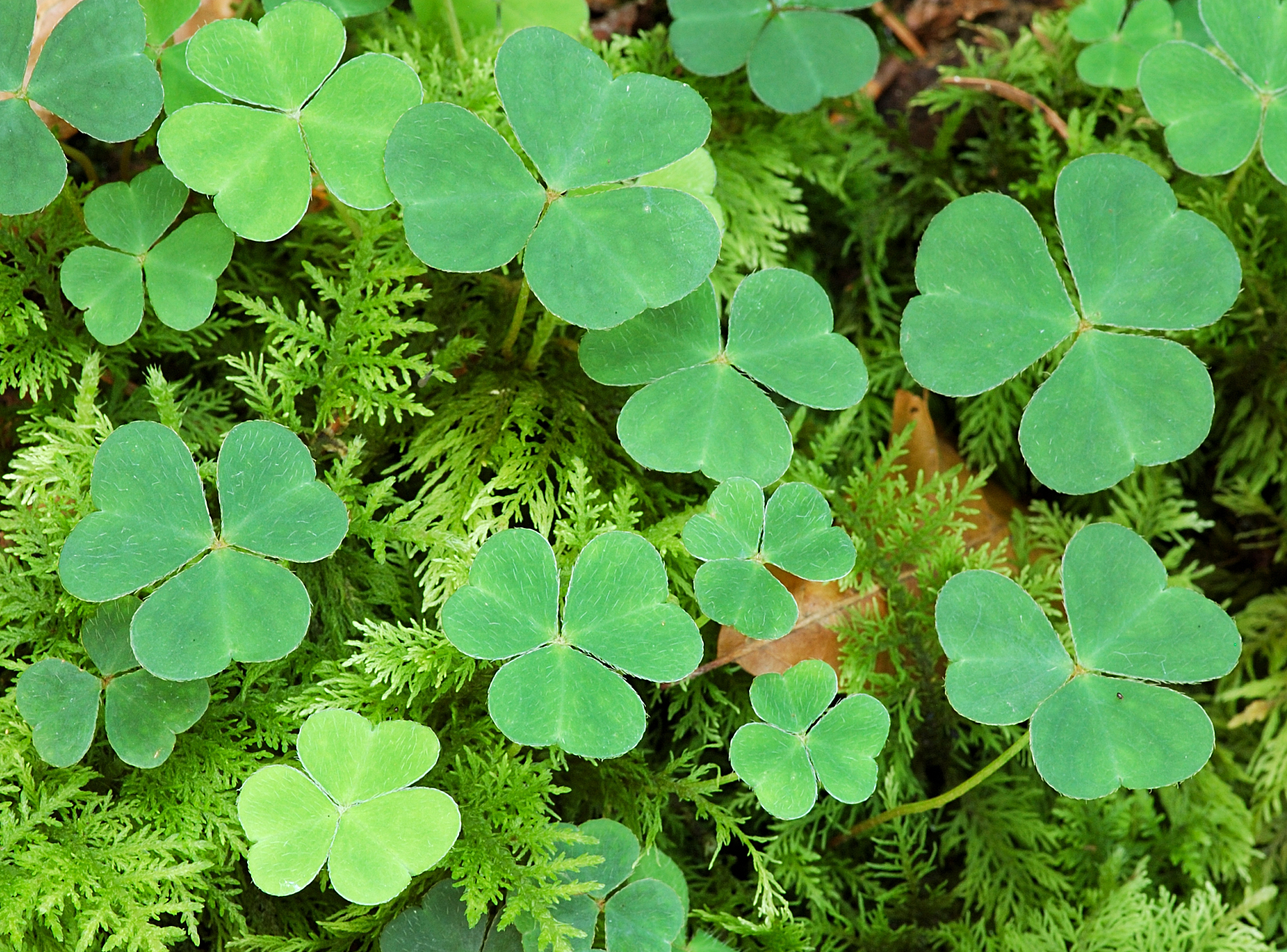
酢漿草的葉片

一般苜蓿只有三片葉，法國人相信如果能找到四片葉的苜蓿，將會帶來好運。酢漿草因葉型類似，時常與其混淆。

## 酢漿草的用途
在醫藥上用途很多，解熱、消腫，治療跌打及毒蛇咬傷，利尿、治牙痛，腹痛，又能治咳

## 备注
1. ↑  酢浆：古代一种含有酸味的饮料。见《汉典》词条：【酢浆】。民间误将“浆”写作“酱”，查无根据，不宜采用。

## 外部連結
- 酢漿草
- 酢漿草图片 （页面存档备份，存于）